# Monsiron
Monsiron är ett berg i Indonesien.   Det ligger i provinsen Aceh, i den västra delen av landet, 1 800 km nordväst om huvudstaden Jakarta. Toppen på Monsiron är 640 meter över havet, eller 164 meter över den omgivande terrängen. Bredden vid basen är 3,9 km.
Terrängen runt Monsiron är huvudsakligen kuperad.Runt Monsiron är det ganska tätbefolkat, med 96 invånare per kvadratkilometer. I omgivningarna runt Monsiron växer i huvudsak städsegrön lövskog.